# Atletico Forte dei Marmi 1980-1981
Questa voce raccoglie le informazioni riguardanti l'Atletico Forte dei Marmi nelle competizioni ufficiali della stagione 1980-1981.

## Maglie e sponsor
| 1ª divisa |

## Rosa
| N° | Naz.                 | Ruolo | Sportivo           |  |  |  |
| -- | -------------------- | ----- | ------------------ |  |  |  |
|    | Italia (bandiera)    | E     | Alessandro Barsi   |  |  |  |
|    | Italia (bandiera)    | E     | Agostino Checchi   |  |  |  |
|    | Argentina (bandiera) | E     | Carlos Osman Coria |  |  |  |
|    | Italia (bandiera)    | E     | Roberto Crudeli    |  |  |  |
|    | Italia (bandiera)    | P     | Maggi              |  |  |  |
|    | Italia (bandiera)    | P     | Alessandro Ricci   |  |  |  |
|    | Italia (bandiera)    | E     | Luciano Stagi      |  |  |  |
|    | Italia (bandiera)    | E     | Luca Tazzioli      |  |  |  |

- Allenatore:  ?